# SinemaTürk
SinemaTürk е сайт, който представя информация за турски филми и актьори. Представя информацията си на турски език.

## Статистика
Към 12 юни 2009 година сайта има статии за:
- 20 164 – филми